# Nicoletta Braschi
Nicoletta Braschi (Cesena, 19 d'abril de 1960) és una actriu italiana coneguda principalment pels treballs que ha realitzat amb el seu marit, l'actor i director Roberto Benigni. Entre la seva filmografia destaquen títols com Down by Law (1986), Mystery Train (1989), The Sheltering Sky (1990), La domenica specialmente (1991), Son of the Pink Panther (1993), El monstre (1994), Sostiene Pereira (1996), La vita è bella (1998) i El tigre i la neu (La tigre e la neve) (2005). L'any 1998 va obtenir el Premi David di Donatello a la millor actriu per la seva interpretació a Ovosodo.

## Biografia
Nicoletta Braschi és alumna de l'Acadèmia d'art dramàtic de Roma abans de debutar al cinema a Tu mi turbi de Roberto Benigni. Esdevindrà la seva esposa vuit anys més tard. A continuació és al cartell de Down by Law de Jim Jarmusch l'any 1986. Aquest la crida de nou l'any 1989 per encarnar una jove italiana perduda a Memphis a Mystery Train. Roda a continuació a la majoria dels films del seu marit : El Petit Diable, Johnny Escuradents, El monstre, La vida és bella. A continuació encarna una comptable d'una empresa en reestructuració, víctima d'una forma d'assetjament moral a Mi piace lavorare de Francesca Comencini l'any 2004.
L'any 1994, Nicoletta Braschi, amb el seu germà, el productor Gianluigi Braschi, i el seu marit Roberto Benigni, crea Melampo, una societat familiar de producció destinada a finançar els films de Roberto Benigni.
L'any 2002 forma part del jurat dels llargmetratges en el Festival de Berlín 2002, presidit per Mira Nair. L'any 2007 forma part del jurat dels llargmetratges en el Festival de Sant Sebastià 2007, presidit per Paul Auster. L'any 2013 forma part del jurat Cinéfondation i curts metratges en el Festival de Canes 2013, presidit per Jane Campion.

## Filmografia
Les seves pel·lícules més destacades són
- 1983: Tu mi Turbi de Roberto Benigni: Maria
- 1986: Sota el pes de la llei (Down by Law) de Jim Jarmusch: Nicoletta
- 1986: Cinématon n° 800 de Gérard Courant: ella mateixa
- 1988: Y'a bon les Blancs de Marco Ferreri: Luisa
- 1988: Il piccolo Diavolo de Roberto Benigni: Nina
- 1989: Mystery Train de Jim Jarmusch: Luisa
- 1990: The Sheltering Sky de Bernardo Bertolucci: la dona francesa
- 1991: Johnny Escuradents de Roberto Benigni: Maria
- 1991: La Domenica specialmente de Giuseppe Bertolucci: una jove
- 1993: El fill de la Pantera Rosa (Son of the Pink Panther) de Blake Edwards: Jacqueline Gambrelli
- 1994: El monstre (Il Mostro) de Roberto Benigni: Jessica Rossetti
- 1995: Pasolini, un delitto italiano de Marco Tullio Giordana: Graziella Chiarcossi
- 1996: Sostiene Pereira de Roberto Faenza: Marta
- 1997: Ovosodo de Paolo Virzì: Giovanna
- 1998: La vida és bella (La vita è bella) de Roberto Benigni: Dora
- 2002: Pinotxo (Pinocchio) de Roberto Benigni: La fada blava
- 2004: Mi piace lavorare (Mobbing) de Francesca Comencini: Anna
- 2005: El tigre i la neu (La tigre e la neve) de Roberto Benigni: Vittoria
- 2018: Lazzaro Felice d'Alice Rohrwacher